# Enrique Romero de Torres
Enrique Romero de Torres (1872-1956) fue un pintor español, hijo de Rafael Romero Barros y hermano de Julio y Rafael, también pintores. A la muerte de su padre en 1895 se incorporó al Museo de Bellas Artes de Córdoba, siendo conservador restaurador hasta 1917 y director del museo hasta 1941, año en que pasó a ser director honorario.
Publicó varios trabajos de investigación, como los Catálogos Histórico-Artísticos de las provincias de Cádiz y de Jaén. Fue miembro de la Real Academia de San Fernando, la Real Academia de la Historia, la Real Academia de Córdoba y la Real Academia de Sevilla. En 1943 fue nombrado Hijo Predilecto de Córdoba y en 1955 recibió la Gran Cruz de la Orden de Alfonso X el Sabio.
Tras su muerte en mayo de 1956, fue enterrado en el cementerio de San Rafael de su ciudad natal.

## Publicaciones
- Almodóvar del Río. Epigrafía romana y visigótica, Boletín de la Real Academia de la Historia, tomo 31 (1897), pp. 347-348.
- Comisión Provincial de Monumentos de Córdoba, Boletín de la Real Academia de la Historia, Tomo 44 (1904), pp. 516-519.
- Córdoba. Nuevas antigüedades romanas y visigóticas, Boletín de la Real Academia de la Historia, vol. 55 (1909), pp. 487-497.
- Epigrafía romana y visigótica de Alcalá de los Gazules, Boletín de la Real Academia de la Historia Tomo 53 (1908) , pp. 514-523.
- La Ermita de los Santos en Medinasidonia, Boletín de la Real Academia de la Historia Tomo 53 (1908) , pp. 514-523.
- Inscripciones romanas y visigóticas de Medinasidonia, Cádiz y Vejer de la Frontera, Boletín de la Real Academia de la Historia, Tomo 54 (1909), pp. 89-103.
- Nuevas inscripciones de Zahara y Prado del Rey en la provincia de Cádiz, Boletín de la Real Academia de la Historia Tomo 53 (1908) , pp. 378-389.
- Nuevas inscripciones romanas halladas en Córdoba, Boletín de la Real Academia de la Historia, Tomo 56 (1910), pp. 451-455.
- Nuevo miliario bético de la Vía Augusta, Boletín de la Real Academia de la Historia, Tomo 56 (1910), pp. 185-188.
- Ordenanzas de la villa de Alcalá de los Gazules, dadas por D. Fadrique de Rivera, marqués de Tarifa, en el año de 1513, Boletín de la Real Academia de la Historia, Tomo 56 (1910), pp. 71-72.
- Las ruinas de Carija y Bolonia, Boletín de la Real Academia de la Historia, Tomo 54 (1909), pp. 419-426.